# Robert Laurie (rugby à XIII)
Pour les articles homonymes, voir Laurie.
Pas d'image ? Cliquez ici

a Compétitions nationales et continentales officielles uniquement.

Robert Laurie, né le 14 janvier 1956 à Wauchope (Australie) et mort dans la même ville le 4 juin 2022, est un joueur australien de rugby à XIII évoluant aux postes de demi d'ouverture, demi de mêlée et troisième ligne dans les années 1970 et 1980.

## Biographie
Robert Laurie fait ses débuts en Championnat de Nouvelle-Galles du Sud (ancêtre de la « National Rugby League ») avec l'Eastern Suburbs lors de la saison 1976 aux côtés d'Ian Schubert venu de la même ville Wauchope. Devenu titulaire au sein de sa franchise, il réalisé deux saisons pleines et s'engage aux Rabbitohs de South Sydney en 1978. Il est désigné meilleur joueur du Championnat nommé « Dally M Medal » dont c'est la deuxième édition. Revenu en 1981 à l'Eastern Suburbs avec un titre de saison régulière en 1981 (éliminé en phase finale), il met un terme à sa carrière en 1982. Son frère, Mark Laurie, a remporté à trois reprises le Championnat avec Parramatta.
Il meurt le 4 juin 2022.

## Palmarès
- Collectif : 
  - Vainqueur du World Club Challenge : 1976 (Eastern Suburbs).

- Individuel :
  - Élu meilleur joueur du Championnat de Nouvelle-Galles du Sud : 1980 (South Sydney).
  - Élu meilleur demi d'ouverture du Championnat de Nouvelle-Galles du Sud : 1980 (South Sydney).

### En club

#### Statistiques
| Saison | Club                   | Compétition | Matchs | Points | Essais | Goals | Drops |
| ------ | ---------------------- | ----------- | ------ | ------ | ------ | ----- | ----- |
| 1976   | Eastern Suburbs        | NSWRFL      | ?      | 15     | 5      | 0     | 0     |
| 1977   | Eastern Suburbs        | NSWRFL      | 12     | 3      | 1      | 0     | 0     |
| 1978   | South Sydney Rabbitohs | NSWRFL      | 21     | 21     | 7      | 0     | 0     |
| 1979   | South Sydney Rabbitohs | NSWRFL      | 21     | 6      | 2      | 0     | 0     |
| 1980   | South Sydney Rabbitohs | NSWRFL      | 22     | 21     | 7      | 0     | 0     |
| 1981   | Eastern Suburbs        | NSWRFL      | 20     | 12     | 4      | 0     | 0     |
| 1982   | Eastern Suburbs        | NSWRFL      | 13     | 5      | 2      | 0     | 0     |